# Wooyoung
Jang Woo-young (en hangul:장우영; Busan, 30 de abril de 1989), conocido como Wooyoung, es un cantante, compositor y actor surcoreano. Es miembro de 2PM, una banda de seis miembros dirigida por JYP Entertainment. Es principalmente conocido por su trabajo en 2PM y su papel como Jason en el drama surcoreano Dream High.

## Carrera

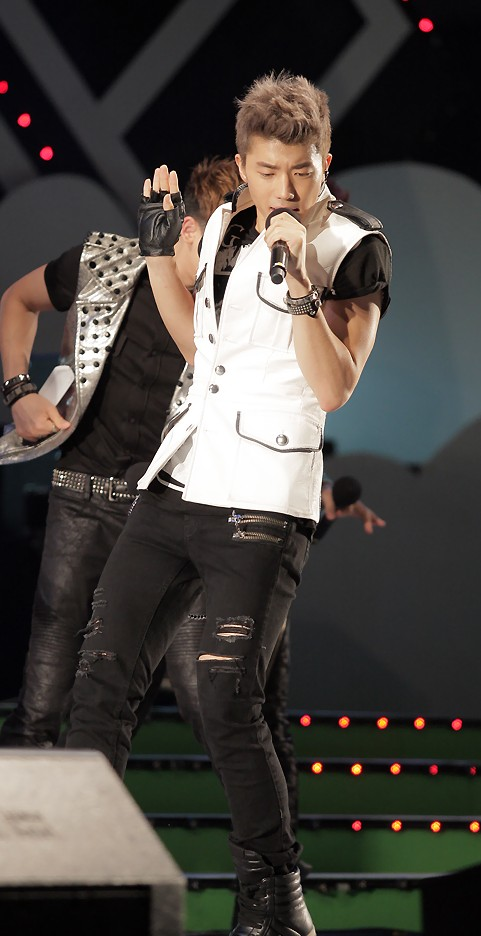
Wooyoung en julio de 2011

### 2PM
El 4 de septiembre del 2008, Wooyoung debutó como parte de 2PM con su primer sencillo "10 Points out of 10 Points" (en hangul: "10점 만점에 10점") de su álbum "Hottest Time of the Day". 2PM ha lanzado seis álbumes de estudio en Corea del Sur y cuatro álbumes de estudio en Japón.

### Trabajo como Solista
El 24 de mayo de 2012 fue revelado que Wooyoung sacaría un álbum como solista a comienzos de julio. El 28 de junio, presentó su canción "Sexy Lady" en los Mnet 20's Choice Awards. Su primer miniálbum, 23, Male, Single fue lanzado el 8 de julio e incluyó dos canciones compuestas por sus miembros de 2PM, Junho y Jun. K. En septiembre de 2012, Wooyoung, junto con JYP, Taecyeon y Suzy de miss A, promovió la línea de ropa Reebok para la campaña "Clásica" colaborando en una canción llamada "Classic". El 9 de junio de 2014, Wooyoung estrenó dos canciones en dueto: "Two Hands Clasped" con Park Se-young, y "Fireflies' Glow" con lel. El 4 de marzo de 2015 hizo su debut como solista en Japón con el sencillo R.O.S.E, precedido por un tour de conciertos en Tokio, Osaka, y en Aichi en febrero. Sacó vídeos musicales para "R.O.S.E" y "Happy Birthday" y, en abril, el vídeo musical para la versión coreana de "R.O.S.E".

### Como presentador
Wooyoung, junto con su amigo miembro de 2PM Taecyeon, animaron el show de música de SBS, Inkigayo, desde julio de 2009 hasta julio de 2010. El 2 de febrero de 2010 fue nombrado coanfitrión para el show de Kim Seung-woo llamado Win Win en KBS junto a Taeyeon de Girls' Generation, Kim Shin-young, y Choi Hwa-jung. Recibió elogios como un genio en su estilo natural de conducir y rápido ingenio. Dejó el show el 3 de agosto, junto a Taeyeon, para enfocarse en el primer concierto de 2PM.

### Actuación
Wooyoung debutó como actor en 2011 en la serie de KBS, Dream High, donde interpretó el papel de Jason, un coreano-estadounidense. Su desempeño en el drama lo hizo famoso por su diálogo en inglés "Is it my turn already?"; tuvo ayuda de Taecyeon y Nichkhun con el inglés debido a que ambos son experimentados en esta lengua. Después de su debut en el drama Dream High, Wooyoung expresó su deseo de continuar actuando mientras mantenía una carrera musical. Un representante de JYP Entertainment se refirió a futuras oportunidades diciendo: "Estamos planeando continuar la carrera de actuación de Wooyoung cuándo reciba otro gran proyecto. Estaba preocupado antes de empezar a filmar Dream High, y a menudo se preguntaba si era capaz de actuar, pero creemos que ha obtenido mucha confianza desde entonces. Está muy interesado en el campo de la actuación, así que planeamos continuar su carrera como actor, junto al miembro Taecyeon."
En septiembre de 2011, Wooyoung y la coestrella de Dream High, Suzy, hicieron un cameo en el drama de KBS Human Casino. Los dos ídolos interpretaron el rol de una pareja atrapada en escándalos de apuestas. Su escena no formó parte del drama mismo, sino que fue incluida cerca del final con los créditos. El productor declaró: "Les dije a ambos que empezaba un proyecto nuevo y ellos me dijeron que querían hacer una visita, así que pensé en darles un pequeño cameo."

### Baile
Wooyoung entrenó a la actriz Kim Gyu-ri para su presentación en el programa Dancing With the Stars de MBC en julio de 2011. Los ciudadanos alabaron su talento como bailarín por tener la oportunidad de enseñar a otros.
Para los tours de 2PM en 2011 (Hands Up Asia Tour y Republic of 2PM), Junho y Wooyoung presentaron un dueto escrito por Junho, donde Wooyoung hizo la coreografía y diseño el vestuario.

### Promociones
En 2011, Taecyeon y Wooyoung modelaron para la colección de otoño de la marca de ropa Evisu, y en 2012 para la colección primavera-verano. En septiembre modeló para Reebok y la campaña Classic. En agosto de 2014, Wooyoung fue anunciado como el nuevo rostro de Recipe Cosmetics.

## Discografía

### Trabajos de solista

#### EPs
| Título                       | Detalles del álbum                                                                                      | Lista de canciones | Ventas    |
| Coreano                      | Coreano                                                                                                 | Coreano | Coreano   |
| ---------------------------- | --- | --- | --------- |
| 23, Male, Single             | - Lanzamiento: 7 de octubre de 2011 - Discográfica: JYP Entertainment - Formato: CD, descarga Digital   | Lista de canciones 1. "Only Girl" | - 78,828+ |
| When Break Up (헤어질 때)    | - Lanzamiento: 15 de enero de 2018 - Discográfica: JYP Entertainment - Formato: CD, descarga Digital    | Lista de canciones 1. "Going Going" |           |
| Japonés                      | | |           |
| Party Shots                  | - Lanzamiento: 19 de abril de 2017 - Discográfica: Epic Records Japan - Formato: CD, descarga Digital   | Lista de canciones 1. "Where is She" 2. "Party Shots" 3. "Going Going" 4. "Chill OUT" 5. "Formula" 6. "Party Shots (Instrumental)" (Regular) 7. "Wave" (波) (Type B edition) 8. "Try Your Imagination (Wooyoung ver.)" (想像してみて) (Limited B) 9. "Party Shots Remix" (Limited B)                                                                 | - 35,380+ |
| It Is Still... (まだ僕は...) | - Lanzamiento: 11 de octubre de 2017 - Discográfica: Epic Records Japan - Formato: CD, descarga Digital | Lista de canciones 1. "I am still..." (まだ僕は...) 2. "Stand by me" 3. "I can't breathe" 4. "Only two people" (二人だけ) 5. "And end" 6. "I am still... (Instrumental)" (Regular) 7. "Lazy day" (Limited B) 8. "More" (Limited B) 9. "Milky Way ~Galaxy~ (Wooyoung ver.)" (天の川 ～Galaxy～) (Limited B) 10. "Wave (2017 Live ver)" (波) (Limited) | - 30,706+ |

#### Sencillos
| Título                    | Detalles                                                                                               | Lista de canciones | Ventas    |
| Coreano                   | Coreano                                                                                                | Coreano | Coreano   |
| ------------------------- | --- | --- | --------- |
| R.O.S.E                   | - Lanzamiento: 22 de abril de 2015 - Discográfica: JYP Entertainment - Formato: CD, descarga Digital   | Lista de canciones 1. "R.O.S.E" 2. "COCKTAIL" 3. "Happy Birthday" 4. "R.O.S.E (Korean Ver.)" 5. "Happy Birthday (Korean Ver.)" 6. "R.O.S.E (Instrumental)" 7. "COCKTAIL (Instrumental)" 8. "Happy Birthday (Instrumental)" |           |
| It's the Same (똑같지 뭐) | - Lanzamiento: 11 de octubre de 2017 - Discográfica: JYP Entertainment - Formato: CD, descarga Digital | Lista de canciones 1. "It's the Same (똑같지 뭐)" |           |
| Japonés                   | | |           |
| R.O.S.E                   | - Released: 4 de marzo de 2015 - Discográfica: Epic Records Japan - Formato: CD, descarga Digital      | Lista de canciones 1. "I Know Your Shirts" (LP-size limited pressing) | - 40,857+ |

### Colaboraciones
| Año  | Artista                                   | Título de la canción | Álbum                      |
| ---- | ----------------------------------------- | -------------------- | -------------------------- |
| 2010 | JYP Nation                                | This Christmas       | This Christmas (Solo)      |
| 2011 | Wooyoung, Taecyeon, Kim Soo-hyun y Suzy   | Dream High           | Dream High OST             |
| 2012 | Park Jin-young, Suzy, Wooyoung y Taecyeon | Classic              | Single Digital (Reebok CF) |
| 2012 | 2PM & 2AM                                 | One Day              | One Day (Sencillo japonés) |

### Composiciones
| Fecha de lanzamiento     | Título                                  | Artista             | Álbum                           | Notas                       |
| ------------------------ | --------------------------------------- | ------------------- | ------------------------------- | --------------------------- |
| 14 de marzo de 2012      | "Move On"                               | Junho & Wooyoung    | 2PM Best: 2008–2011 in Korea    | Dueto                       |
| 19 de junio de 2013      | "This is Love"                          | 2PM                 | 3rd Album Grown Grand Edition   | Primera composición         |
| 29 de enero de 2014      | "Merry-Go-Round"                        | 2PM                 | Genesis of 2PM                  | 3º álbum japonés de 2PM     |
| 29 de enero de 2014      | "Give Up"                               | 2PM                 | Genesis of 2PM (Solo Versión B) | 3º álbum japonés de 2PM     |
| 21 de octubre de 2015    | "Hanpanai"                              | 2PM                 | Higher                          | 10º Single japonés de 2PM   |
| 3 de febrero de 2016     | "Yo Moriagatte Yo" (Yo モリアガッテ Yo) | Got7                | Moriagatteyo (モリ↑ガッテヨ)    | 1º álbum japonés de Got7    |
| 27 de abril de 2016      | "天 の 川 ~ GALAXIA ~ (Amanogawa)"      | 2PM                 | Galaxy of 2PM                   | 5º álbum japonés de 2PM     |
| 27 de abril de 2016      | "GIRLFRIEND ( 彼女 / Kanojo )"          | Nichkhun x Wooyoung | Galaxy of 2PM                   | 5º álbum japonés de 2PM     |
| 13 de septiembre de 2016 | "Give U Class."                         | 2PM                 | Gentlemen's Game                | 6º álbum coreano de 2PM     |
| 13 de septiembre de 2016 | "콧노래"                                | 2PM                 | Gentlemen's Game                | 6º álbum coreano de 2PM     |
| 16 de noviembre de 2016  | "Over & Over"                           | Got7                | Hey Yah                         | 5º Sencillo japonés de Got7 |

## Filmografía

### Dramas
| Año  | Título       | Red | Papel        | Notas                        |
| ---- | ------------ | --- | ------------ | ---------------------------- |
| 2011 | Dream High   | SBS | Jason        | Reparto principal            |
| 2011 | Human Casino | KBS | Él mismo     | Cameo: Episodio 1 (con Suzy) |
| 2013 | The Miracle  | SBS | Joo Jong-won | Reparto principal            |

### Películas
| Año  | Título                                | Estudio         | Papel    | Notas      |
| ---- | ------------------------------------- | --------------- | -------- | ---------- |
| 2012 | Beyond the ONEDAY ~Story of 2PM & 2AM | Super Changddai | Él mismo | Documental |

### Reality Shows
| Año                    | Título                        | Red   | Episodios                      | Originalmente emitido  | Originalmente emitido    |
| Año                    | Título                        | Red   | Episodios                      | Primera emisión        | Última emisión           |
| ---------------------- | ----------------------------- | ----- | ------------------------------ | ---------------------- | ------------------------ |
| 2008                   | Hot Blood                     | Mnet  | 10                             | 10 de octubre de 2008  | 8 de noviembre de 2008   |
| 2008                   | Idol Army (Temporada 3)       | MBC   | 17                             | 4 de diciembre de 2008 | 26 de marzo de 2009      |
| 2009                   | Wild Bunny                    | Mnet  | 7                              | 21 de julio de 2009    | 21 de agosto de 2009     |
| 2011                   | 2PM Show!                     | SBS   | 12                             | 9 de julio de 2011     | 24 de septiembre de 2011 |
| 2013                   | A Song For You From 2PM       | KBS2  | 15                             | 17 de febrero de 2013  | 24 de mayo de 2013       |
| 2014                   | We Got Married (Temporada 4)  | MBC   | 72–105                         | 4 de enero de 2014     | 13 de septiembre de 2014 |
| 2011, 2012, 2013, 2014 | Hello Counselor               | KBS2  | Invitado, Ep. 30, 83, 125, 191 |                        |                          |
| 2015                   | Oven Radio                    | 1theK | 5                              | 14 de junio de 2015    | 18 de junio de 2015      |
| 2017                   | Living Together in Empty Room | MBC   | Ep. 24 - presente              |                        |                          |

### Espectáculos de Variedad
| Año                 | Título                        | Red                 | Notas                                                 |                     |                     |                     |                     |                     |
| Como Anfitrión o MC | Como Anfitrión o MC           | Como Anfitrión o MC | Como Anfitrión o MC                                   | Como Anfitrión o MC | Como Anfitrión o MC | Como Anfitrión o MC | Como Anfitrión o MC | Como Anfitrión o MC |
| ------------------- | ----------------------------- | ------------------- | ----------------------------------------------------- | ------------------- | ------------------- | ------------------- | ------------------- | ------------------- |
| 2009                | Inkigayo                      | SBS                 | 26 de julio – 24 de enero: con Taecyeon y Ha Yeon-joo |                     |                     |                     |                     |                     |
| 2010                | Inkigayo                      | SBS                 | 7 de febrero – 11 de julio: con Taecyeon y Sulli      |                     |                     |                     |                     |                     |
| 2010                | Win Win                       | KBS                 | 10 de febrero – 3 de agosto: con Taecyeon y Taeyeon   |                     |                     |                     |                     |                     |
| Como invitado       |                               |                     |                                                       |                     |                     |                     |                     |                     |
| 2010                | Strong Heart                  | SBS                 | Episodio 49–50: con Nichkhun                          |                     |                     |                     |                     |                     |
| 2010                | Invincible Youth              | KBS                 | Temporada 1 Episodio 43: con 2PM, JeA y Lizzy         |                     |                     |                     |                     |                     |
| 2011                | Dalgona                       | SBS                 | Episodio 10: con Taecyeon                             |                     |                     |                     |                     |                     |
| 2011                | Hello Counselor               | KBS                 | Episodio 30: con 2PM                                  |                     |                     |                     |                     |                     |
| 2011                | Happy Together                | KBS                 | Episodio 208: con 2PM, After School y Dal Shabet      |                     |                     |                     |                     |                     |
| 2012                | Invincible Youth              | KBS                 | Temporada 2 Episodio 33                               |                     |                     |                     |                     |                     |
| 2012                | Idol Crown Prince             | KBS                 | Chuseok Especial                                      |                     |                     |                     |                     |                     |
| 2012                | Hello Counselor               | KBS Mundo           | Episodio 83: con T-ara                                |                     |                     |                     |                     |                     |
| 2012                | God of Victory                | MBC                 | Episodios 1–13: Especial 2PM Vs. Shinhwa              |                     |                     |                     |                     |                     |
| 2012                | Music's Interference          | KBS                 | con Jun. K                                            |                     |                     |                     |                     |                     |
| 2013                | Cultwo Show                   | SBS                 | con 2PM                                               |                     |                     |                     |                     |                     |
| 2013                | Running Man                   | SBS                 | Episodio 162: con Chansung                            |                     |                     |                     |                     |                     |
| 2013                | Story Show                    | MBC                 | Episodio 1 (piloto)                                   |                     |                     |                     |                     |                     |
| 2013                | 1 vs. 100                     | KBS2                | Episodio 333                                          |                     |                     |                     |                     |                     |
| 2013                | Hello Counselor               | KBS Mundo           | Episodio 125: con 2PM                                 |                     |                     |                     |                     |                     |
| 2013                | Cool Kiz on the Block         | KBS                 | Episodio 14: con Nichkhun y Chansung                  |                     |                     |                     |                     |                     |
| 2013                | 180° Blind Test               | MBC                 | Episodio especial: con Jun. K, Nichkhun y Chansung    |                     |                     |                     |                     |                     |
| 2014                | We Got Married (Temporada 4)  | MBC                 | 4 de enero – 13 de septiembre: Casado con Se-young    |                     |                     |                     |                     |                     |
| 2014                | Hello Counselor               | KBS Mundo           | Episodio 191: con Jun. K y Taecyeon                   |                     |                     |                     |                     |                     |
| 2014                | Running Man                   | SBS                 | Episodio 195: con 2PM Episodio 210: con Lee Kwang Soo |                     |                     |                     |                     |                     |
| 2014                | Happy Camp                    | HBS                 | Especial con Nichkhun                                 |                     |                     |                     |                     |                     |
| 2014                | Star Story                    | TVPP                | Episodio 176: con Taecyeon y Chansung                 |                     |                     |                     |                     |                     |
| 2015                | After School Club             | Arirang Televisión  | Episodio 103: con Chansung y Nichkhun                 |                     |                     |                     |                     |                     |
| 2015                | Running Man                   | SBS                 | Episodio 256: con 2PM y Baek Jinhee                   |                     |                     |                     |                     |                     |
| 2016                | I Can See Your Voice Season 3 | Mnet                | Episodio 9: con Nichkhun y Jun. K de 2PM              |                     |                     |                     |                     |                     |
| 2016                | Have You Eaten                | SBS                 | Chuseok Especial con Nichkhun en Abu Dhabi            |                     |                     |                     |                     |                     |
| 2018                | I Can See Your Voice Season 5 | Mnet                | Episodio 5                                            |                     |                     |                     |                     |                     |

## Premios y nominaciones
| Año  | Premio                       | Categoría                   | Trabajo Nominado | Resultado |
| ---- | ---------------------------- | --------------------------- | ---------------- | --------- |
| 2011 | KBS Drama Awards             | Mejor Pareja (con IU)       | Dream High       | Nominado  |
| 2012 | 27th Golden Disk Awards      | Disk Album Awards           | 23, Male, Single | Nominado  |
| 2012 | 27th Golden Disk Awards      | MSN Southeast Asia Award    | 23, Male, Single | Nominado  |
| 2012 | 27th Golden Disk Awards      | MSN International Award     | 23, Male, Single | Nominado  |
| 2012 | 27th Golden Disk Awards      | MSN Popularity Award        | 23, Male, Single | Nominado  |
| 2012 | 2nd SBS MTV Best of the Best | Mejor Solista Masculino     | -                | Ganador   |
| 2013 | 1st YinYueTai V-Chart Awards | Mejor Nuevo Solista Coreano | -                | Ganador   |